# William Kendall
William Kendall (Londra, 26 agosto 1903 – 1º aprile 1984) è stato un attore inglese.

## Filmografia
- Face to Face (1922)
- Goodnight, Vienna (1932)
- The King's Cup (1933)
- That's a Good Girl (1933)
- Doctor's Orders (1934)
- Debt of Honour (1936)
- This'll Make You Whistle (1936)
- Sweet Devil (1938)
- The Sky's the Limit (1938)
- Blind Folly (1939)
- Dance, Little Lady (1954)
- Jumping for Joy (1956)
- Strictly Confidential (1959)
- Idol on Parade (1959)
- Left Right and Centre (1959)
- Quasi una truffa (A Touch of Larceny) (1960)
- Il garofano verde (The Trials of Oscar Wilde) (1960)
- Il mostro di Londra (The Two Faces of Dr. Jekyll) (1960)
- Sands of the Desert (1960)
- Live Now, Pay Later (1962)
- La rapina più scassata del secolo (The Great St Trinian's Train Robbery) (1966)
- I ribelli di Carnaby Street (The Jokers) (1967)
- Some Girls Do (1969)
- Assassination Bureau (The Assassination Bureau) (1969)